# 第106回日劇學院賞
←第105回 - 第106回 - 第107回→
第106回日劇學院賞，針對2020年10月到12月在日本播出之秋季檔連續劇所做出的投票與評比。本季獲最優秀作品賞為東京電視台的《如果30歲還是處男，似乎就能成為魔法師》，此劇共獲二項獎項；本季獲最多獎項的作品為NHK晨間劇《歡呼》，共獲四項獎項。

## 得獎名單

### 最優秀作品賞
1. 如果30歲還是處男，似乎就能成為魔法師[1]
2. 歡呼
3. 共演NG
4. #遠端戀愛 普通的戀愛是邪道
5. 戀愛的母親們（日语：恋する母たち#テレビドラマ）

- 讀者票：1. 如果30歲還是處男，似乎就能成為魔法師；2. ＃遠端戀愛 普通的戀愛是邪道；3. 巴別九朔（日语：バベル九朔）；4. 這份愛要加熱嗎？；5.姐姐的戀人
- 記者票：1. 歡呼；2. 如果30歲還是處男，似乎就能成為魔法師；3. ＃遠端戀愛 普通的戀愛是邪道；4. 戀愛的母親們；5.這份愛要加熱嗎？
- 評審票：1. 歡呼；2. 共演NG；3. 這份愛要加熱嗎？；4. 七人的秘書；4.戀愛的母親們

### 主演男優賞
1. 窪田正孝（歡呼）[2]
2. 赤楚衛二（如果30歲還是處男，似乎就能成為魔法師）
3. 中井貴一（共演NG）
4. 妻夫木聰（危險的維納斯）
5. 玉木宏（極道主夫）

- 讀者票：1. 赤楚衛二（如果30歲還是處男，似乎就能成為魔法師）；2. 窪田正孝（歡呼）；3. 菊池風磨（巴別九朔）；4. 山田涼介（危險的二人 -K2- 池袋署刑事課神崎·黑木）；5. 玉木宏（極道主夫）
- 記者票：1. 窪田正孝（歡呼）；2. 赤楚衛二（如果30歲還是處男，似乎就能成為魔法師）；3. 妻夫木聰（危險的維納斯）；4. 中井貴一（共演NG）；5. 玉木宏（極道主夫）
- 評審票：1. 窪田正孝（歡呼）；2. 中井貴一（共演NG）；3. 福士蒼汰（DIVER ～特殊潛入班～（日语：DIVER-組対潜入班-#テレビドラマ））；4. 玉木宏（極道主夫）；5. 妻夫木聰（危險的維納斯）

### 主演女優賞
1. 森七菜（這份愛要加熱嗎？）[3]
2. 波瑠（＃遠端戀愛 普通的戀愛是邪道）
3. 柴崎幸（35歲的少女）
4. 有村架純（姐姐的戀人）
5. 濱邊美波（Talio 代理復仇的兩人（日语：タリオ 復讐代行の2人））

- 讀者票：1. 波瑠（＃遠端戀愛 普通的戀愛是邪道）；2. 森七菜（這份愛要加熱嗎？）；3. 有村架純（姐姐的戀人）；4. 濱邊美波（Talio 代理復仇的兩人）；5. 柴崎幸（35歲的少女）
- 記者票：1. 波瑠（＃遠端戀愛 普通的戀愛是邪道）；2. 森七菜（這份愛要加熱嗎？）；3. 柴崎幸（35歲的少女）；3. 有村架純（姐姐的戀人）；5. 濱邊美波（Talio 代理復仇的兩人）
- 評審票：1. 森七菜（這份愛要加熱嗎？）；2. 柴崎幸（35歲的少女）；2. 波瑠（＃遠端戀愛 普通的戀愛是邪道）；4. 木村文乃（七人的秘書）；5. 濱邊美波（Talio 代理復仇的兩人）

### 助演男優賞
1. 町田啟太（如果30歲還是處男，似乎就能成為魔法師）[4]
2. 山崎育三郎（歡呼）
3. 中村倫也（這份愛要加熱嗎？）
4. 阿部貞夫（戀愛的母親們）
5. 仲野太賀（這份愛要加熱嗎？）

- 讀者票：1. 町田啟太（如果30歲還是處男，似乎就能成為魔法師）；2. 高橋優斗（＃遠端戀愛 普通的戀愛是邪道）；3. 中村倫也（這份愛要加熱嗎？）；4. 林遣都（姐姐的戀人）；5. 高地優吾（巴別九朔）
- 記者票：1. 町田啟太（如果30歲還是處男，似乎就能成為魔法師）；2. 中村倫也（這份愛要加熱嗎？）；3. 阿部貞夫（戀愛的母親們）；4. 松下洸平（＃遠端戀愛 普通的戀愛是邪道）；5. 仲野太賀（這份愛要加熱嗎？）
- 評審票：1. 山崎育三郎（歡呼）；2. 中村倫也（這份愛要加熱嗎？）；3. 間宮祥太朗（＃遠端戀愛 普通的戀愛是邪道）；3. 阿部貞夫（戀愛的母親們）；5. 江口洋介（七人的秘書）；5. 小手伸也（SUITS（日语：SUITS/スーツ_(日本のテレビドラマ)））；5. 仲野太賀（這份愛要加熱嗎？）；5. 磯村勇斗（戀愛的母親們）；5. 坂口涼太郎（恐怖新聞（日语：恐怖新聞#テレビドラマ））；5. 林遣都（姐姐的戀人）

### 助演女優賞
1. 二階堂富美（歡呼）[5]
2. 佐藤玲（如果30歲還是處男，似乎就能成為魔法師）
3. 鈴木京香（共演NG）
4. 鈴木保奈美（SUITS）
5. 吉高由里子（危險的維納斯）

- 讀者票：1. 佐藤玲（如果30歲還是處男，似乎就能成為魔法師）；2. 二階堂富美（歡呼）；3. 福地桃子（＃遠端戀愛 普通的戀愛是邪道）；4. 川口春奈（極主夫道）；5. 江口德子（＃遠端戀愛 普通的戀愛是邪道）
- 記者票：1. 二階堂富美（歡呼）；2. 鈴木京香（共演NG）；3. 石橋靜河（這份愛要加熱嗎？）；4. 吉高由里子（危險的維納斯）；5. 鈴木保奈美（SUITS）
- 評審票：1. 二階堂富美（歡呼）；2. 鈴木京香（共演NG）；3. 鈴木保奈美（SUITS）；4. 沈恩敬（七人的秘書）；4. 吉高由里子（危險的維納斯）；4. 古川琴音（這份愛要加熱嗎？）；4. 上白石萌音（記憶搜查2 ～新宿東署事件檔案～（日语：記憶捜査〜新宿東署事件ファイル〜））；4. 黑木瞳（恐怖新聞）

### 連續劇歌曲賞
1. 《星影的歡呼》GReeeeN（歡呼） [6]
2. 《silent》SEKAI NO OWARI（這份愛要加熱嗎？）
3. 《三文小說》King Gnu（35歲的少女）
4. 《猫 ～THE FIRST TAKE ver.～》DISH// （猫 (テレビドラマ)）
5. 《Brand new planet》Mr.Children（姐姐的戀人）

- 讀者票：1. 《Good Love Your Love》DEEP SQUAD（如果30歲還是處男，似乎就能成為魔法師）；2. 《產聲》Omoinotake（如果30歲還是處男，似乎就能成為魔法師）；3. 《NOT FOUND》Sexy Zone（巴別九朔）；4. 《silent》SEKAI NO OWARI（這份愛要加熱嗎？）；5. 《心音》福山雅治（＃遠端戀愛 普通的戀愛是邪道）
- 記者票：1. 《三文小說》King Gnu（35歲的少女）；1. 《silent》SEKAI NO OWARI（這份愛要加熱嗎？）；3. 《星影的歡呼》GReeeeN（歡呼）；4. 《エメラルド》back number（危險的維納斯）；5. 《Brand new planet》Mr.Children（姐姐的戀人）
- 評審票：1. 《星影的歡呼》GReeeeN（歡呼）；2. 《猫 ～THE FIRST TAKE ver.～》DISH//（貓）；3. 《silent》SEKAI NO OWARI（這份愛要加熱嗎？）；3. 《知らないどうし》松任谷由實（戀愛的母親們）；5. 《Brand new planet》Mr.Children（姐姐的戀人）

### 劇本賞
1. 大根仁、樋口卓治（共演NG）[7]
2. 清水友佳子、嶋田嬉葉、吉田照幸（歡呼）
3. 神森万里江、青塚美穂（這份愛要加熱嗎？）

### 導演賞
1. 吉田照幸、松園武大、橋爪紳一朗（歡呼）[8]
2. 大根仁（共演NG）
3. 岡本伸吾、坪井敏雄、大内舞子（這份愛要加熱嗎？）

### 記者及評審評語
- 關於窪田正孝，他所飾演的日本作曲家古山裕一創作了許多著名的歌曲。與溫柔性格的妻子音（二階堂富美飾演）和最好的朋友鐵男（中村俊飾演）、久志（山崎育三郎飾演）進行了令人嘆為觀止的交流。 另一方面，在戰爭中失去自己時的痛苦和從戰爭後恢復的過程表現非常出色，而演技的廣度也成為熱門話題。[2]
- 關於森七菜，飾演一名協助開發便利商店"最暢銷"的原創甜點負責人「井上樹木」，即使曾經夢想破滅，但樹木在工作和愛情當中全力以赴，也改變著周遭身邊的人及傳遞"精力充沛"的元氣氛圍。雖然是第一次主演連續劇，但演技非常出色。[3]

## 外部連結
- 第106回日劇學院賞 （页面存档备份，存于）